# Gavina menuda
La gavina menuda o gavinó a les illes balears (Hydrocoloeus minutus) és una espècie d'ocell de la família dels làrids (Laridae) i l'ordre dels caradriformes (Charadriiformes). És la més petita de les gavines i l'única espècie del seu gènere, que es van crear arran del desmembrament del gènere Larus, com a conseqüència dels avenços als estudis genètics de la primera dècada del segle xxi. No se n'han descrit subespècies.
El nom científic hydrocleus prové del prefix grec hydro-, aigua i koloios, tipus d'ocell pamípede, minutus prové del llati i significa menut, petit.

## Morfologia
- Petita gavina que fa 25 – 31 cm de llargària amb una envergadura de 75 - 80 cm i un pes de 68 – 130 g.[3]
- El plomatge és blanc per sota i a la cua. Gris pàl·lid per sobre.
- Les ales, més arrodonides que en altres gavines, són grises per sobre, amb la punta blanca i gris més fosc a sota.
- El cap és negre en estiu i blanc en hivern, amb restes negres al capell, clatell i taques oculars.
- Les potes són roges i el bec, petit, és roig en estiu i negre en hivern.
- Els joves tenen marques negres al cap i parts superiors, i en altres en forma de "W" a les ales.

## Hàbitat i distribució

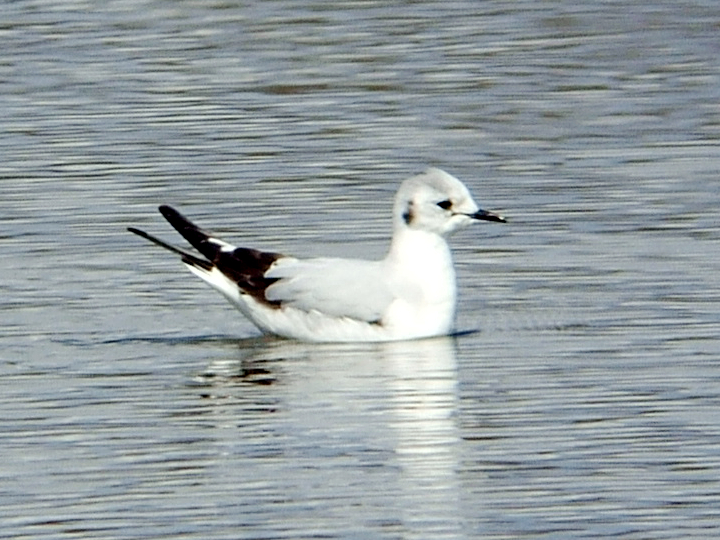
Gavina menuda jove

Aquesta petita gavina es reprodueix a Euràsia Septentrional. Hi ha també petites colònies al nord del Canadà. És una au migratòria, que hiverna a les costes d'Europa Occidental, el Mediterrani (en petit nombre) i el nord-est dels EUA. Als Països Catalans es presenta durant els moviments migratoris, hivernant en petit nombre.

## Reproducció
Forma colònies de cria en aiguamolls d'aigua dolça, on fabrica un niu folrat a terra entre la vegetació. Normalment pon 2-6 ous. Els joves triguin tres anys a arribar a la maduresa.

## Alimentació
Aquestes gavines recullen menjar de la superfície de l'aigua, i també atrapen insectes en l'aire a la manera dels fumarells negres.